# لیناکس (حوزه سرشماری)، ماساچوست
لیناکس (به انگلیسی: Lenox) یک منطقهٔ مسکونی در ایالات متحده آمریکا است که در شهرستان برکشر، ماساچوست واقع شده‌است. لیناکس ۴٫۷۱ کیلومتر مربع مساحت و ۱٬۶۷۵ نفر جمعیت دارد و ۳۸۳ متر بالاتر از سطح دریا واقع شده‌است.